# Elecciones presidenciales de Argentina de 2015
En las elecciones presidenciales de Argentina de 2015 resultó elegido presidente de la Nación en segunda vuelta Mauricio Macri del frente Cambiemos, venciendo al peronista Daniel Scioli del Frente para la Victoria. Votó el 81.07% del electorado en la primera vuelta, y el 80.77% en la segunda.
Se aplicaron las reglas electorales de la reforma constitucional de 1994 que estableció el voto directo, la realización de una segunda vuelta si ningún candidato alcanzaba el 45% de los votos, o más de 10 puntos de diferencia si superaba el 40%, el mandato presidencial de cuatro años, con la posibilidad de una sola reelección inmediata. Los candidatos de cada fuerza fueron elegidos en elecciones primarias, abiertas, simultáneas y obligatorias (PASO), establecidas por ley en 2009. El derecho a voto se amplió para los ciudadanos menores de edad desde los 16 años.
Fue la primera vez en democracia (voto secreto y obligatorio) que resultó elegido un presidente que no fuera peronista ni radical. Fue la tercera ocasión en la que ninguno de los candidatos obtuvo la mayoría de votos requerida para ser elegido en primera vuelta, pero fue la primera vez que la segunda vuelta se realizó efectivamente.
Macri ganó en el balotaje en 9 de los 24 distritos electorales (Capital Federal, Córdoba, Entre Ríos, Jujuy, La Pampa, La Rioja, Mendoza, San Luis y Santa Fe), mientras que Scioli triunfó en 15 (Buenos Aires, Catamarca, Chaco, Chubut, Corrientes, Formosa, Misiones, Neuquén, Río Negro, San Juan, Salta, Santa Cruz, Santiago del Estero, Tierra del Fuego, Antártida e Islas del Atlántico Sur, y Tucumán).

## Reglas electorales
Las reglas electorales fundamentales que rigieron la elección presidencial fueron establecidas en el texto constitucional definido a partir de la Reforma constitucional de 1994. Fueron las mismas reglas que en las elecciones de 1995, 1999, 2003, 2007 y 2011.
Las principales reglas electorales para la elección presidencial fueron:
- Sufragio directo.
- La fórmula presidencial (presidente-vicepresidente) debía elegirse simultáneamente en la misma papeleta.
- Segunda vuelta electoral en caso de que el ganador de la primera vuelta no alcanzara el 45% de los votos, o que superando el 40% de los votos, tuviera una diferencia con el segundo menor a 10 puntos porcentuales.
- Mandato presidencial de cuatro años, con posibilidad de una sola reelección inmediata.

Para esta elección se volvió a aplicar la Ley N.º 26.571, que había introducido en 2011 las internas primarias abiertas, que fueron denominadas PASO (Primarias Abiertas, Simultáneas y Obligatorias), para elegir los candidatos de cada alianza. Como en cada elección, los locales de votación están abiertos al público entre las 8:00 y las 18:00.

## Candidaturas

### Segunda vuelta
Estos candidatos recibieron al menos el 1,5% de los votos válidos en las elecciones primarias y pasaron a las elecciones generales. Como fueron las dos fuerzas más votadas en las elecciones generales pasaron a la segunda vuelta.

#### Cambiemos
| | |
| | |
| Mauricio Macri | Gabriela Michetti |
| para presidente | para vicepresidenta |
| [[File:Mauricio Macri-Elisa Carrio (cropped).jpg\|235px\|alt={{{Alt\|{{{descripción}}}]] | [[File:Gabriela Michetti em Brasília 02.jpg\|500px\|alt={{{Alt\|{{{descripción}}}]]                                                |
| Jefe de Gobierno de la Ciudad Autónoma de Buenos Aires (2007–2015) | Senadora nacional por la Ciudad de Buenos Aires (2013–2015) Vicejefa de Gobierno de la Ciudad Autónoma de Buenos Aires (2007–2009) |
| Partidos en la alianza: - Propuesta Republicana - Unión Cívica Radical - Coalición Cívica ARI - Unión por la Libertad - Partido Demócrata Progresista - Partido Conservador Popular - Partido Fe - Partido del Diálogo | |

#### Frente para la Victoria
| |                                                                             |
| |                                                                             |
| Daniel Scioli | Carlos Zannini                                                              |
| para presidente | para vicepresidente                                                         |
| [[File:Daniel Scioli October 2015.jpg\|230px\|alt={{{Alt\|{{{descripción}}}]] | [[File:Carlos Zannini (cropped).jpg\|265px\|alt={{{Alt\|{{{descripción}}}]] |
| Gobernador de la provincia Buenos Aires (2007–2015) Vicepresidente de la Nación Argentina (2003–2007) | Secretario Legal y Técnico de la Presidencia (2003–2015)                    |
| Partidos en la alianza: - Partido Justicialista - Partido de la Victoria - Kolina - Frente Grande - Partido Solidario - Partido Intransigente - Partido Comunista (Congreso Extraordinario) - Partido Comunista - Partido Humanista - Partido Federal - Encuentro por la Democracia y la Equidad - Partido de la Concertación Forja - Partido por la Soberanía Popular - Frente H.A.C.E.R. por el Progreso Social |                                                                             |

### Elecciones generales
Estos candidatos recibieron al menos el 1,5% de los votos válidos en las elecciones primarias y pasaron a las elecciones generales, pero no fueron las dos fuerzas más votadas para pasar a la segunda vuelta.

#### Unidos por una Nueva Alternativa
| | |  |  |  |  |  |  |  |  |  |  |
| | |  |  |  |  |  |  |  |  |  |  |
| Sergio Massa | Gustavo Sáenz |  |  |  |  |  |  |  |  |  |  |
| para presidente | para vicepresidente |  |  |  |  |  |  |  |  |  |  |
| [[File:Sergio Massa (cropped).jpg\|250px\|alt={{{Alt\|{{{descripción}}}]] | [[File:Gustavo Sáenz.png\|300px\|alt={{{Alt\|{{{descripción}}}]] |  |  |  |  |  |  |  |  |  |  |
| Diputado nacional por la provincia de Buenos Aires (2013-2017) Intendente de Tigre (2007-2008, 2009-2013) | Senador provincial de Salta (2009–2013) |  |  |  |  |  |  |  |  |  |  |
| Partidos en la alianza: \| - Frente Renovador - Movimiento de Integración y Desarrollo - Unión Popular - Unión Celeste y Blanco - Partido Tercera Posición - Partido Demócrata Cristiano - Movimiento Nacionalista Constitucional UNIR - Partido Identidad Salteña \| - Partido Renovador Federal - Compromiso y Esfuerzo para el Triunfo - Partido Blanco de los Trabajadores - Gana Jujuy - Pueblo Nuevo - Producción y Trabajo - Encuentro Ciudadano \| | |  |  |  |  |  |  |  |  |  |  |
| - Frente Renovador - Movimiento de Integración y Desarrollo - Unión Popular - Unión Celeste y Blanco - Partido Tercera Posición - Partido Demócrata Cristiano - Movimiento Nacionalista Constitucional UNIR - Partido Identidad Salteña | - Partido Renovador Federal - Compromiso y Esfuerzo para el Triunfo - Partido Blanco de los Trabajadores - Gana Jujuy - Pueblo Nuevo - Producción y Trabajo - Encuentro Ciudadano |  |  |  |  |  |  |  |  |  |  |

#### Frente de Izquierda y de los Trabajadores
| |                                                                   |
| |                                                                   |
| Nicolás del Caño | Myriam Bregman                                                    |
| para presidente | para vicepresidente                                               |
| [[File:Nicolás Del Caño (cropped).jpg\|255px\|alt={{{Alt\|{{{descripción}}}]]                                            | [[File:Myriam Bregman.jpg\|305px\|alt={{{Alt\|{{{descripción}}}]] |
| Diputado nacional por la provincia de Mendoza (2013-2015)                                                                | Diputada nacional por la provincia de Buenos Aires (2015-2016)    |
| Partidos en la alianza: - Partido de los Trabajadores Socialistas - Partido Obrero - Izquierda por una Opción Socialista |                                                                   |

#### Progresistas
| | |
| | |
| Margarita Stolbizer | Miguel Ángel Olaviaga                                                                                      |
| para presidenta | para vicepresidente                                                                                        |
| [[File:Margarita Stolbizer y Mauricio Macri (cropped).jpg\|250px\|alt={{{Alt\|{{{descripción}}}]]                                              | [[File:\|300px\|alt={{{Alt\|{{{descripción}}}]]                                                            |
| Diputada nacional por la provincia de Buenos Aires (1997–2005, 2009–2017)                                                                      | Dirigente sindical de Asociación Mutual Mercantil Argentina Senador de la provincia de Córdoba (1999–2001) |
| Partidos en la alianza: - Partido GEN - Partido Socialista - Partido Socialista Auténtico - Movimiento Libres del Sur - Movimiento Polo Social | |

#### Compromiso Federal
| |                                                                         |
| |                                                                         |
| Adolfo Rodríguez Saá | Liliana Negre de Alonso                                                 |
| para presidente | para vicepresidenta                                                     |
| [[File:Adolfo Rodriguez Saá-2.JPG\|350px\|alt={{{Alt\|{{{descripción}}}]]                                                                              | [[File:LilianaNegreDeAlonso.jpg\|350px\|alt={{{Alt\|{{{descripción}}}]] |
| Senador nacional por la provincia de San Luis (2005-2023) Presidente de la Nación Argentina (23/12/2001-30/12/2001) Gobernador de San Luis (1983-2001) | Senador nacional por la provincia de San Luis (2001-2017)               |
| Partidos en la alianza: - Partido Es Posible - Movimiento Independiente de Justicia y Dignidad                                                         |                                                                         |

### Elecciones primarias
Estos candidatos recibieron al menos el 1,5% de los votos válidos en las elecciones primarias, pero perdieron internamente.
|                                          |                      |                                                          |                                                |                                              |                                                |                                                     |                      |
|                                          |                      |                                                          |                                                |                                              |                                                |                                                     |                      |
| Ernesto Sanz                             | Lucas Llach          | Elisa Carrió                                             | Héctor Flores                                  | José Manuel de la Sota                       | Claudia Rucci                                  | Jorge Altamira                                      | Juan Carlos Giordano |
| para presidente                          | para vicepresidente  | para presidente                                          | para vicepresidente                            | para presidente                              | para vicepresidenta                            | para presidente                                     | para vicepresidente  |
|                                          |                      |                                                          |                                                |                                              |                                                |                                                     |                      |
| Senador nacional por Mendoza (2003-2015) | Economista y docente | Diputada nacional por Ciudad de Buenos Aires (2009-2020) | Diputado nacional por Buenos Aires (2007-2011) | Gobernador de Córdoba (1999-2007, 2011-2015) | Diputado nacional por Buenos Aires (2009-2013) | Legislador de la Ciudad de Buenos Aires (2000-2003) | Abogado              |

### Candidatos eliminados
Estos candidatos no recibieron al menos el 1,5% de los votos válidos en las elecciones primarias para pasar a las elecciones generales.
| Frente Popular | Frente Popular |                     |                     |                                                                                       |                                                                                       | Partido Popular     | Partido Popular     | Movimiento de Acción Vecinal                      | Movimiento de Acción Vecinal |
| Víctor De Gennaro | Evangelina Codoni | Manuela Castañeira  | Jorge Ayala         | Alejandro Bodart                                                                      | Vilma Ripoll                                                                          | Mauricio Yattah     | María Moretta       | Raúl Albarracín                                   | Gastón Dib                   |
| para presidente | para vicepresidenta | para presidenta     | para vicepresidente | para presidente                                                                       | para vicepresidenta                                                                   | para presidente     | para vicepresidenta | para presidente                                   | para vicepresidente          |
| [[File:Víctor De Gennaro.png\|225px\|alt={{{Alt\|{{{descripción}}}]]                                                            | |                     |                     |                                                                                       |                                                                                       |                     |                     |                                                   |                              |
| Diputado nacional por Buenos Aires (2011-2015)                                                                                  | | Socióloga           |                     | Legislador de la Ciudad de Buenos Aires (2011-2015)                                   | Legisladora de la Ciudad de Buenos Aires (2000-2003)                                  | Docente             |                     | Legislador de la provincia de Córdoba (2007-2011) |                              |
| Partidos en la alianza: - Instrumento Electoral por la Unidad Popular - Partido del Trabajo y del Pueblo - Camino de los Libres | Partidos en la alianza: - Instrumento Electoral por la Unidad Popular - Partido del Trabajo y del Pueblo - Camino de los Libres | Partido sin alianza | Partido sin alianza | Partidos en la alianza: - Movimiento Socialista de los Trabajadores - Nueva Izquierda | Partidos en la alianza: - Movimiento Socialista de los Trabajadores - Nueva Izquierda | Partido sin alianza | Partido sin alianza | Partido sin alianza                               | Partido sin alianza          |

## Elecciones primarias – 9 de agosto
Las elecciones primarias, abiertas, simultáneas y obligatorias (PASO) se realizaron el 9 de agosto. Con este sistema, todos los partidos realizan elecciones primarias en las mismas elecciones generales. Todas los partidos deben participar, tanto los partidos con facciones internas como los partidos con una sola lista de candidatos. Los ciudadanos pueden votar por cualquier candidato de cualquier partido, pero solo pueden emitir un voto. El candidato más votado de los partidos que obtengan el 1,50% o más de los votos válidos podrá presentarse en las elecciones generales.
Daniel Scioli fue el único candidato del oficialismo, al igual que Margarita Stolbizer y Adolfo Rodríguez Saá en sus coaliciones. Mauricio Macri y Sergio Massa derrotaron con facilidad a sus contrincantes por la candidatura presidencial de sus respectivas alianzas, mientras que Nicolás del Caño obtuvo un resultado muy ajustado contra Jorge Altamira y se convirtió en el nuevo candidato del Frente de Izquierda.
     Habilitado para las elecciones generales
|  | 100 % |

|  | 36,69 % |

|  | 81,33 % |

|  | 28,57 % |

|  | 11,10 % |

|  | 7,57 % |

|  | 69,64 % |

|  | 20.56 % |

|  | 30,36 % |

|  | 100 % |

|  | 3,29 % |

|  | 51,29 % |

|  | 3,08 % |

|  | 48,71 % |

|  | 100 % |

|  | 1,99 % |

|  | 100 % |

|  | 0,45 % |

|  | 100 % |

|  | 0,44 % |

|  | 100 % |

|  | 0,40 % |

|  | 100 % |

|  | 0,29 % |

|  | 100 % |

|  | 0,17 % |

|  | 93,88 % |

|  | 5,06 % |

|  | 98,94 % |

|  | 1,06 % |

|  | 74,91 % |

|  | 25,09 % |

|  | 100 % |

## Primera vuelta electoral — 25 de octubre de 2015

### Resultado general

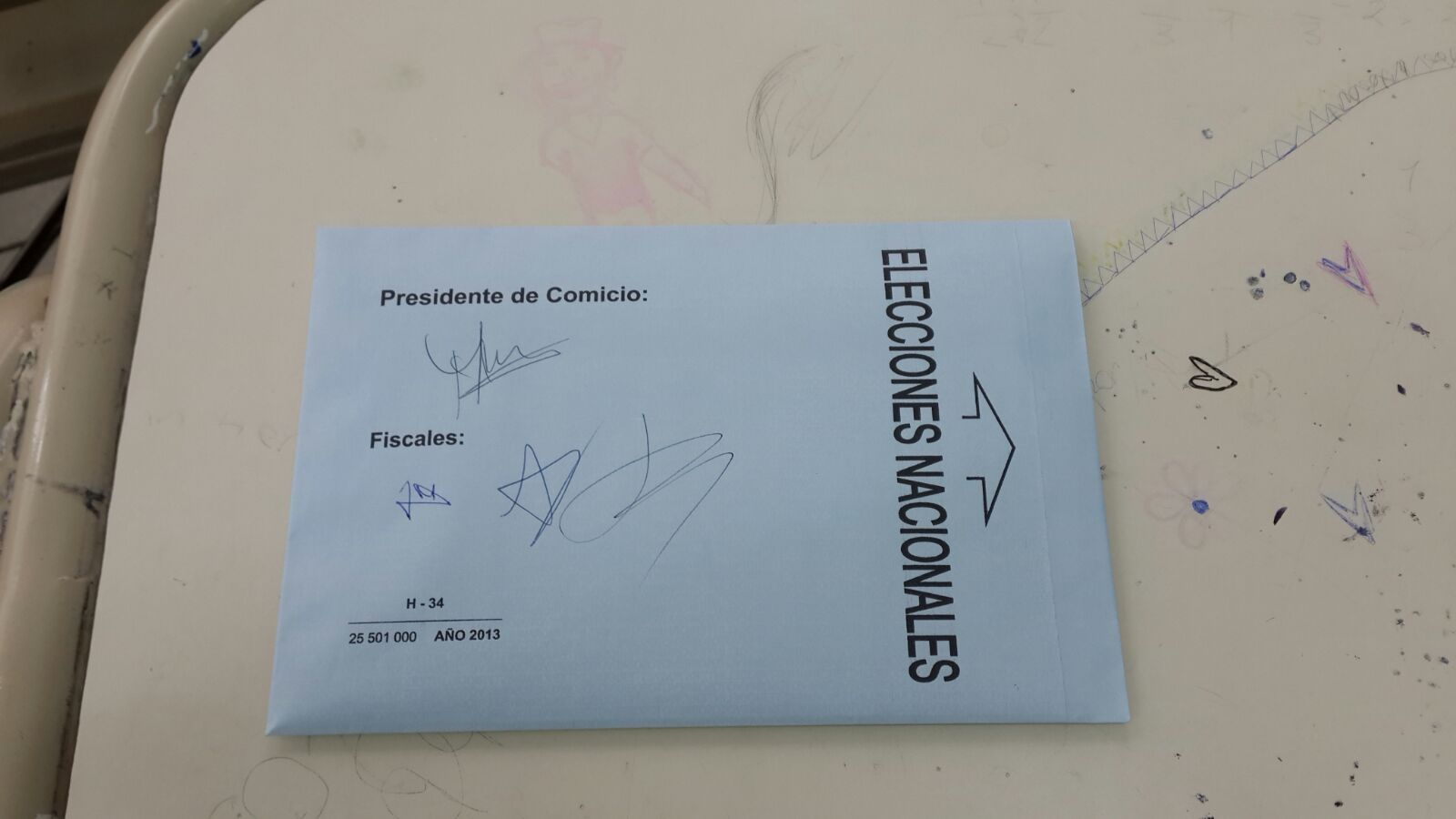
Sobre utilizado durante las elecciones presidenciales argentinas del 25 de octubre de 2015.

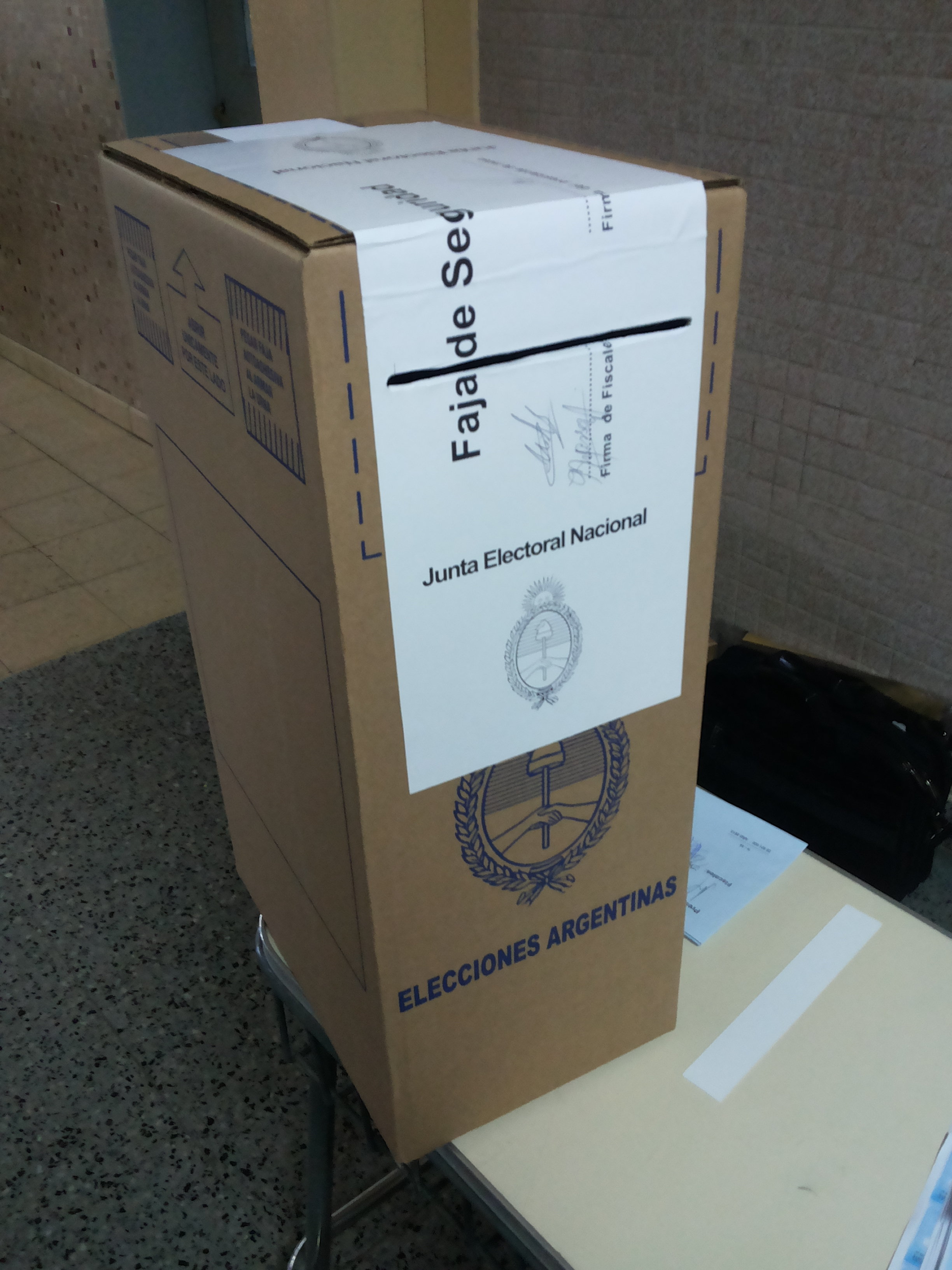
Urna electoral.

Resultados por departamento:
Scioli/Zannini (62,69%)
Macri/Michetti (32,20%)
Massa/Sáenz (3,60%)
Rodríguez Saá/Negre de Alonso (1,32%)
No votó (0,19%)

Las encuestas iniciales afirmaban que Daniel Scioli (FpV) triunfaría por amplio margen, e incluso que podría evitar un balotaje. Sin embargo, el resultado de las elecciones presidenciales dio una victoria al candidato oficialista con solo el 37,08 %, superando a Mauricio Macri (Cambiemos) que obtuvo 34,15 % y en tercer lugar Sergio Massa (UNA) con 21,39 %. Luego se ubicaron Nicolás del Caño (3,23 %), Margarita Stolbizer (2,51 %) y Adolfo Rodríguez Saá (1,64 %). El porcentaje de votantes alcanzó el 81,07 % de los electores habilitados. Mientras que la elección fue relativamente polarizada entre Macri y Scioli (ambos obtuvieron, juntos, un 71,23 % de los votos válidos) el resultado de Massa, del 21,39 %, marcó el porcentaje más abultado obtenido por el tercer candidato más votado en la historia electoral argentina hasta las elecciones de 2023, y la primera de dos ocasiones en la que el tercer lugar superó el 20% de los votos.
Respecto de la Cámara de Senadores —según el escrutinio definitivo—, sobre 24 bancas en juego (un tercio del total), el Frente para la Victoria obtuvo 13 (ganó 4), Cambiemos obtuvo 8 y UNA obtuvo 3. El Frente Progresista perdió los dos senadores que tenía (uno socialista y otro radical) y los dos que tenía en Córdoba.
La campaña electoral tuvo muchos aspectos polémicos, influenciada por el auge de las fake news (noticias falsas) de grueso calibre y la manipulación de las redes sociales mediante el uso ilegal del big data. Entre los casos y episodios más destacados se encuentran la denuncia por haber sido autor intelectual de un triple asesinato contra el candidato del Frente de la Victoria a la gobernación de la provincia de Buenos Aires, la más importante del país, realizada por el principal grupo multimedio junto a un sector de la alianza de Cambiemos; la contratación por la campaña de Mauricio Macri de la empresa Cambridge Analytica, la misma cuya actuación fue cuestionada y sancionada en las elecciones de Estados Unidos;
El Canal 5 Noticias (C5N), anunció el triunfo del Frente para la Victoria y de Aníbal Fernández, candidato oficialista en las elecciones gubernativas de la provincia de Buenos Aires, mientras que Scioli gano en la primera vuelta aunque son alcanzar el 45 por ciento necesario, la ganadora de las elecciones en Buenos Aires fue la candidata opositora María Eugenia Vidal.
Las estimaciones previas con respecto a la elección para la Cámara de Diputados —según el escrutinio provisorio—, indicaban que el Frente para la Victoria obtuvo 60 diputados (perdió 17), Cambiemos obtuvo 50 (ganó 32), UNA obtuvo entre 16 y 17 bancas, el Frente Progresista (GEN, PS, Libres del Sur) obtuvo 2 (perdió 7), Compromiso Federal obtuvo 2 (perdió una) y el FIT obtuvo 1 (sin perder ninguna). Con estos resultados el Frente para la Victoria se mantenía como el bloque más grande, con 100 diputados, pero sin el cuórum propio (129 diputados). El segundo bloque en importancia fue Cambiemos, con 90 diputados sumando los tres partidos que integraban la coalición: el PRO, la UCR y la Coalición Cívica.
El diario La Nación señaló las gruesas fallas de las encuestas publicadas.
| Fórmula               | Fórmula                 | Partido o alianza     | Partido o alianza                         | Votos      | %     |
| Presidente            | Vicepresidente          | Partido o alianza     | Partido o alianza                         | Votos      | %     |
| --------------------- | ----------------------- | --------------------- | ----------------------------------------- | ---------- | ----- |
| Daniel Scioli         | Carlos Zannini          |                       | Frente para la Victoria                   | 9.338.490  | 37,08 |
| Mauricio Macri        | Gabriela Michetti       |                       | Cambiemos                                 | 8.601.131  | 34,15 |
| Sergio Massa          | Gustavo Sáenz           |                       | Unidos por una Nueva Alternativa          | 5.386.977  | 21,39 |
| Nicolás del Caño      | Myriam Bregman          |                       | Frente de Izquierda y de los Trabajadores | 812.530    | 3,23  |
| Margarita Stolbizer   | Miguel Ángel Olaviaga   |                       | Progresistas                              | 632.551    | 2,51  |
| Adolfo Rodríguez Saá  | Liliana Negre de Alonso |                       | Compromiso Federal                        | 412.578    | 1,64  |
| Votos positivos       | Votos positivos         | Votos positivos       | Votos positivos                           | 25.184.257 | 96,68 |
| Votos en blanco       | Votos en blanco         | Votos en blanco       | Votos en blanco                           | 664.740    | 2,55  |
| Votos anulados        | Votos anulados          | Votos anulados        | Votos anulados                            | 199.449    | 0,77  |
| Participación         | Participación           | Participación         | Participación                             | 26.048.446 | 81,07 |
| Abstenciones          | Abstenciones            | Abstenciones          | Abstenciones                              | 6.082.407  | 18,93 |
| Electores registrados | Electores registrados   | Electores registrados | Electores registrados                     | 32.130.853 | 100   |
| Fuente:               |                         |                       |                                           |            |       |

### Resultados por distrito
Daniel Scioli triunfó en diecisiete de los veinticuatro distritos, incluyendo la provincia de Buenos Aires, la más poblada del país. Mauricio Macri triunfó en cuatro provincias y en Capital Federal. Sergio Massa triunfó en Jujuy, y Adolfo Rodríguez Saá en San Luis, aunque por primera vez Compromiso Federal no obtuvo mayoría absoluta en dicha provincia (alcanzó el cuarto lugar en las provincias de La Rioja y San Juan). Ninguno de los demás candidatos logró imponerse en algún distrito.
| Provincias ganadas por Scioli/Zannini (17)               |
| Provincias ganadas por Macri/Michetti (5)                |
| Provincias ganadas por Massa/Sáenz (1)                   |
| Provincias ganadas por Rodríguez Saá/Negre de Alonso (1) |

| Provincia           | Scioli/Zannini (FPV) | Scioli/Zannini (FPV) | Macri/Michetti (Cambiemos) | Macri/Michetti (Cambiemos) | Massa/Sáenz (UNA) | Massa/Sáenz (UNA) | Del Caño/Bregman (FIT) | Del Caño/Bregman (FIT) | Stolbizer/Olaviaga (Progresistas) | Stolbizer/Olaviaga (Progresistas) | R. Saá/N. de Alonso (CF) | R. Saá/N. de Alonso (CF) | Blancos/Nulos | Blancos/Nulos | Participación | Participación |
| Provincia           | Votos                | %                    | Votos                      | %                          | Votos             | %                 | Votos                  | %                      | Votos                             | %                                 | Votos                    | %                        | Votos         | %             | Votos         | %             |
| ------------------- | -------------------- | -------------------- | -------------------------- | -------------------------- | ----------------- | ----------------- | ---------------------- | ---------------------- | --------------------------------- | --------------------------------- | ------------------------ | ------------------------ | ------------- | ------------- | ------------- | ------------- |
| Buenos Aires        | 3.563.089            | 37,28                | 3.234.779                  | 32,80                      | 2.143.827         | 22,43             | 351.786                | 3,68                   | 272.801                           | 2,85                              | 90.448                   | 0,95                     | 297.928       | 3,02          | 9.854.658     | 82,80         |
| Capital Federal     | 476.632              | 24,09                | 1.001.379                  | 50,61                      | 302.065           | 15,27             | 84.238                 | 4,26                   | 100.462                           | 5,08                              | 13.856                   | 0,70                     | 33.236        | 1,65          | 2.011.868     | 78,33         |
| Catamarca           | 98.831               | 44,84                | 78.958                     | 35,82                      | 35.046            | 15,90             | 3.447                  | 1,56                   | 2.419                             | 1,10                              | 1.718                    | 0,78                     | 17.165        | 7,22          | 237.584       | 80,76         |
| Chaco               | 352.304              | 53,69                | 185.563                    | 28,28                      | 97.469            | 14,85             | 9.315                  | 1,42                   | 6.990                             | 1,07                              | 4.509                    | 0,69                     | 12.198        | 1,83          | 668.348       | 77,28         |
| Chubut              | 121.314              | 41,67                | 62.142                     | 21,34                      | 86.026            | 29,55             | 10.439                 | 3,59                   | 8.466                             | 2,91                              | 2.749                    | 0,94                     | 41.324        | 12,43         | 332.460       | 79,77         |
| Córdoba             | 418.221              | 19,26                | 1.155.333                  | 53,22                      | 443.204           | 20,41             | 69.051                 | 3,18                   | 38.998                            | 1,80                              | 46.235                   | 2,13                     | 45.715        | 2,06          | 2.216.757     | 79,40         |
| Corrientes          | 313.292              | 50,26                | 198.241                    | 31,81                      | 95.106            | 15,26             | 6.824                  | 1,09                   | 6.487                             | 1,04                              | 3.342                    | 0,54                     | 17.781        | 2,77          | 641.073       | 79,05         |
| Entre Ríos          | 313.022              | 37,64                | 314.057                    | 37,76                      | 164.799           | 19,81             | 14.420                 | 1,73                   | 17.501                            | 2,10                              | 7.925                    | 0,95                     | 41.317        | 4,73          | 873.041       | 84,63         |
| Formosa             | 217.026              | 66,98                | 48.742                     | 15,04                      | 53.817            | 16,61             | 2.615                  | 0,81                   | 1.116                             | 0,34                              | 696                      | 0,21                     | 14.146        | 4,18          | 338.158       | 80,18         |
| Jujuy               | 152.345              | 37,58                | 69.882                     | 17,24                      | 168.571           | 41,59             | 9.564                  | 2,36                   | 3.144                             | 0,78                              | 1.846                    | 0,46                     | 23.818        | 5,55          | 429.170       | 84,34         |
| La Pampa            | 79.963               | 37,94                | 70.783                     | 33,59                      | 45.465            | 21,57             | 5.332                  | 2,53                   | 5.509                             | 2,61                              | 3.704                    | 1,76                     | 14.552        | 6,46          | 225.308       | 82,02         |
| La Rioja            | 73.527               | 36,32                | 64.106                     | 31,67                      | 52.492            | 25,93             | 3.403                  | 1,68                   | 2.199                             | 1,09                              | 6.706                    | 3,31                     | 6.608         | 3,16          | 209.041       | 77,68         |
| Mendoza             | 341.163              | 31,36                | 443.913                    | 40,81                      | 156.503           | 14,39             | 82.734                 | 7,61                   | 15.698                            | 1,44                              | 47.874                   | 4,40                     | 30.295        | 2,71          | 1.118.180     | 81,85         |
| Misiones            | 403.671              | 61,11                | 149.940                    | 22,70                      | 90.464            | 13,70             | 5.809                  | 0,88                   | 8.244                             | 1,25                              | 2.392                    | 0,36                     | 39.202        | 5,60          | 699.722       | 82,33         |
| Neuquén             | 132.691              | 35,74                | 103.860                    | 27,97                      | 98.061            | 26,41             | 20.055                 | 5,40                   | 9.883                             | 2,66                              | 6.745                    | 1,82                     | 20.885        | 5,33          | 392.180       | 83,36         |
| Río Negro           | 179.872              | 45,20                | 89.103                     | 22,39                      | 96.769            | 24,32             | 15.506                 | 3,90                   | 11.119                            | 2,79                              | 5.604                    | 1,41                     | 14.764        | 3,58          | 412.737       | 80,47         |
| Salta               | 292.699              | 40,98                | 146.875                    | 20,56                      | 242.704           | 33,98             | 19.036                 | 2,66                   | 7.506                             | 1,05                              | 5.498                    | 0,77                     | 17.341        | 2,37          | 731.659       | 76,46         |
| San Juan            | 192.377              | 45,96                | 86.920                     | 20,76                      | 111.444           | 26,62             | 6.127                  | 1,46                   | 7.264                             | 1,74                              | 14.470                   | 3,46                     | 30.730        | 6,84          | 449.332       | 83,73         |
| San Luis            | 43.442               | 15,58                | 86.225                     | 30,93                      | 37.810            | 13,56             | 4.947                  | 1,77                   | 3.702                             | 1,33                              | 102.684                  | 36,83                    | 16.420        | 5,56          | 295.230       | 82,63         |
| Santa Cruz          | 82.595               | 47,06                | 44.880                     | 25,57                      | 39.626            | 22,58             | 5.533                  | 3,15                   | 2.064                             | 1,18                              | 794                      | 0,45                     | 8.949         | 4,85          | 184.441       | 77,59         |
| Santa Fe            | 640.924              | 31,77                | 712.100                    | 35,29                      | 500.897           | 24,83             | 53.801                 | 2,67                   | 79.721                            | 3,95                              | 30.168                   | 1,50                     | 76.610        | 3,66          | 2.094.221     | 77,87         |
| Santiago del Estero | 351.388              | 63,13                | 81.825                     | 14,70                      | 107.427           | 19,30             | 8.099                  | 1,46                   | 5.268                             | 0,95                              | 2.595                    | 0,47                     | 11.014        | 1,94          | 567.616       | 81,15         |
| Tierra del Fuego    | 42.049               | 45,52                | 20.226                     | 21,90                      | 21.601            | 23,39             | 4.055                  | 4,39                   | 2.978                             | 3,22                              | 1.458                    | 1,58                     | 3.075         | 3,22          | 95.442        | 75,08         |
| Tucumán             | 456.053              | 48,46                | 251.299                    | 26,70                      | 195.784           | 20,80             | 16.394                 | 1,74                   | 13.012                            | 1,38                              | 8.562                    | 0,91                     | 29.116        | 3,00          | 970.220       | 82,80         |
| Total               | 9.338.490            | 37,08                | 8.601.131                  | 34,15                      | 5.386.977         | 21,39             | 812.530                | 3,23                   | 632.551                           | 2,51                              | 412.578                  | 1,64                     | 864.189       | 3,32          | 26.048.446    | 81,07         |

### Comentarios de la prensa
En los días inmediatamente posteriores a las elecciones, los periódicos publicaron diversos análisis del resultado de las mismas.
En el diario Página/12 de Buenos Aires, Sebastián Abrevaya destacó la existencia de «dos países» aludiendo a la paridad entre los dos principales candidatos que deben dirimir el balotaje, que el FpV amplió su número en la Cámara de Senadores, y que perdió el cuórum en la Cámara de Diputados. Washington Uranga y Eduardo Aliverti, del mismo diario, indicaron fallas o carencias de Scioli, considerando que no pudo captar los votos de sectores que no pertenecen al Frente para la Victoria porque no le creían capaz de mantener la mayoría de los logros ciudadanos conquistados en las gestiones precedentes o que no lo votaron, sobre todo los bonaerenses, porque su gestión durante ocho años en la gobernación tuvo enormes deficiencias en, casi, cuanto ámbito quiera observarse. Mempo Giardinelli, también de Página/12, después de aclarar que adhirió "con lealtad y absoluto desinterés" al gobierno de Cristina Fernández de Kirchner, afirmó que:

"...a uno puede parecerle lamentable que tanta ciudadanía haya decidido votar en favor de lo que muchos juzgamos un “cambiemos” miserablemente mentiroso... Uno puede pensar también que muchos compatriotas votaron una vez más a los verdugos, los explotadores, los corruptos y los que embrutecen y engañan con música y globitos."

 Luis Bruschtein, del mismo periódico, dijo que una explicación parcial reside en «el trabajo corrosivo de la corporación mediática o que una parte importante de quienes no lo votaron provino de sectores populares que ganaron en calidad de vida estos años, de minorías sexuales o de género que fueron beneficiados por el gobierno actual, capas medias que fueron rescatadas de la extinción por este gobierno y gran cantidad de comerciantes y empresarios que prosperaron en forma considerable en estos doce años que, en cambio, prefirieron hacerlo por lo que denomina “una fuerza política de porteños de clase alta (que) se impuso al peronismo de trabajadores y capas medias bajas». y que una porción importante del electorado no votó a Scioli porque fue seducida por las consignas huecas de la antipolítica y la «gente común», o las cruzadas de honestidad.
En el diario Ámbito Financiero de Buenos Aires, Pablo Ibáñez señaló que existió un factor interno en el FpV, que alejó votos de Scioli en su zigzagueo entre el peronismo que le pidió deskirchnerizarse, y el kirchnerismo que le reprochó no ser más explícitamente kirchnerista, poniendo el primer sector el acento en la imagen negativa de Aníbal Fernández, el preferido por Cristina Fernández como candidato a gobernador y lo que denominó "la feroz disputa interna entre La Cámpora y el PJ clásico", mientras que el segundo le imputó haber perdido votantes incluso dentro del kirchnerismo por su conducta errática. Pablo Roesler, también de Ámbito Financiero, afirmó que «inflación, seguridad, narcos» son meros fantasmas que en la batalla discursiva superaron a todo lo conseguido en los últimos años con el resultado de que Scioli perdió incluso en lo que se consideraban bastiones peronistas de la Provincia.

### Otros comentarios
Entre las opiniones de los candidatos que participaron de la contienda, Aníbal Fernández, candidato por el FpV a gobernador de la Provincia de Buenos Aires, afirmó que dentro del partido hubo gente que hizo hasta lo imposible para que le fuera mal y remarca que hubo traición de otros dirigentes.
La dirigente de derechos humanos Estela de Carlotto consideró que "la gente se deja llevar por cantos de sirenas donde les prometen cosas que ya se están haciendo". En este artículo, no se publica opinión alguna contraria al kirchnerismo.

## Segunda vuelta electoral — 22 de noviembre de 2015

### Campaña
Como consecuencia de que ningún candidato superó el 45% de los votos o el 40% con una diferencia de 10 puntos respecto al segundo, se derivó a una segunda vuelta electoral realizada el 22 de noviembre, también conocida como balotaje, para definir al futuro presidente. Esta segunda vuelta se utilizó por primera vez en la historia en elecciones presidenciales del país, ya que se había llegado a esta instancia en las elecciones de 1973 y 2003, aunque no se efectuaron por la renuncia de los candidatos Ricardo Balbín y Carlos Menem respectivamente.

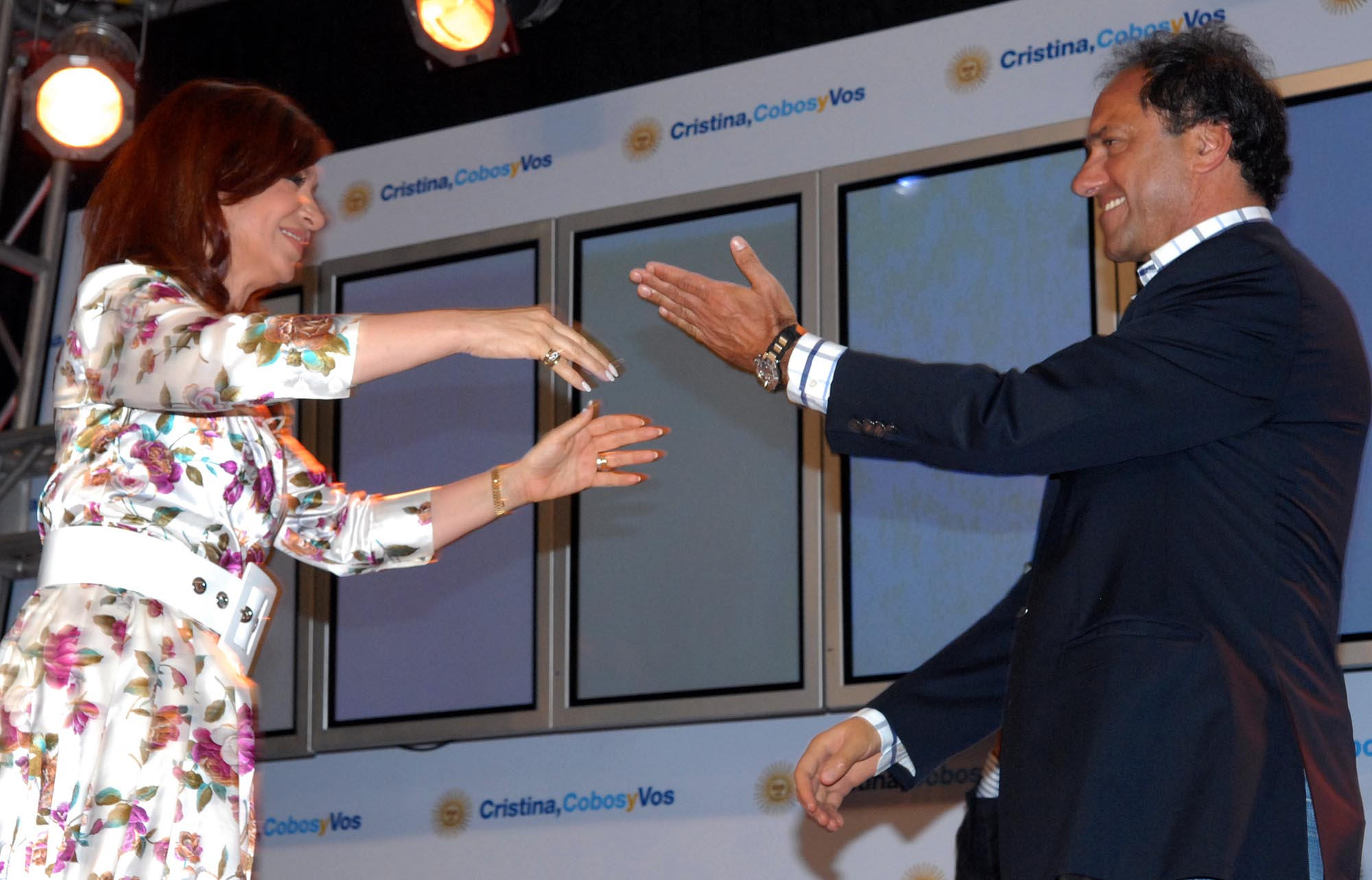
Daniel Scioli y Cristina Fernández de Kirchner.

La campaña de la segunda vuelta estuvo fuertemente polarizada, donde Daniel Scioli apostaba por continuar las políticas kirchneristas conectando con el gobierno anterior de Cristina Fernández de Kirchner, mientras que la campaña de Mauricio Macri tenía como objetivo un cambio de estrategias y de políticas. Macri criticó abiertamente la campaña efectuada por el Frente para la Victoria, describiéndola como una "estrategia oscura". En este período, varios políticos kirchneristas e instituciones estatales dirigidas por el FpV (partido asociado con Cristina F. de Kirchner) publicaron mensajes advirtiendo sobre que cosas terribles podrían ocurrir si Macri era elegido presidente. Scioli defendió dichas opiniones, argumentando que se trataba de fomentar la "conciencia política".
El tercer candidato más votado, Massa, que al haber recibido más del 21% de los votos hacía de su apoyo algo trascendental para el resultado de la segunda vuelta, no mostró una actitud explícitamente favorable por ningún candidato inicialmente, aunque comenzó a demostrar señales de acercamiento a Macri, y durante la campaña de la segunda vuelta dio varias muestras de apoyo implícito. El 28 de octubre, dijo que el resultado de la primera vuelta dejaba claro que el pueblo "ya no quiere continuidad". Sosteniendo que el presidente que gobernara el país debía ser el líder de su fuerza política, Massa calificó a Scioli como un "empleado de Cristina". Finalmente, el 19 de noviembre, Massa declaró que la gran mayoría de su electorado probablemente votaría por Macri.

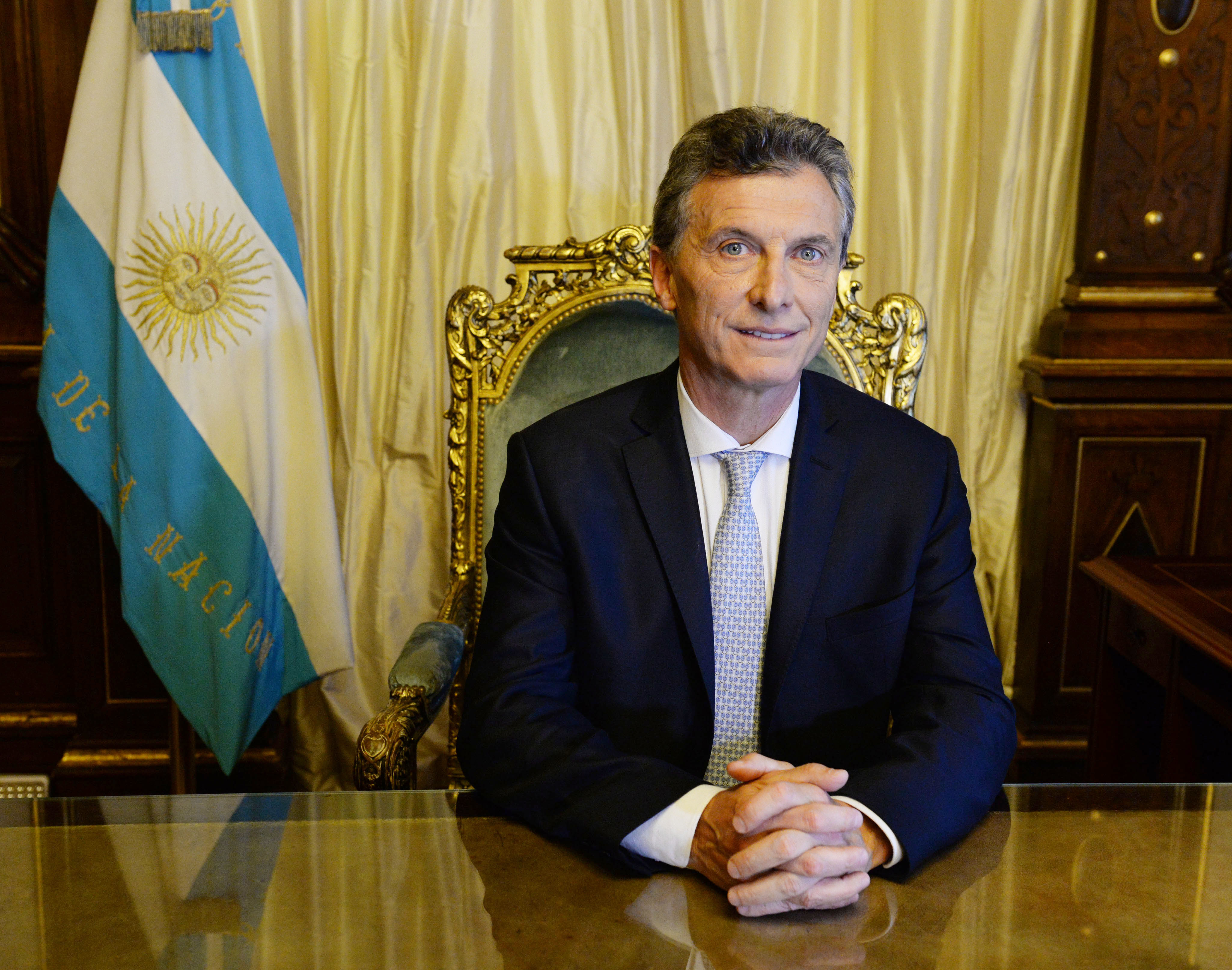
Mauricio Macri elegido Presidente como resultado de las elecciones presidenciales.

En cuanto a los demás candidatos, Stolbizer declaró que no votaría por Scioli porque representaba la continuidad, pero que tampoco apoyaría a Macri, y llamó a sus partidarios a elegir con libertad. Del Caño, que previamente durante la campaña de la primera vuelta había declarado que llamarían al voto en blanco en caso de que se realizara un balotaje, llamó a sus partidarios a pronunciarse de ese modo el 26 de octubre, describiendo a Scioli y a Macri como "los dos candidatos del ajuste". Rodríguez Saá también dio muestras implícitas de apoyo a Macri, del mismo modo que Massa y tal y como había hecho en las elecciones de 2003 con Néstor Kirchner. Ya durante la campaña de la primera vuelta afirmó que "el país puede ser gobernado por un partido que no sea peronista".

### Resultado general
Finalmente, el balotaje se realizó el 22 de noviembre. Scioli aceptó su derrota al escrutarse el 70% de las mesas de votación. Para ese momento, los resultados provisionales daban a Macri una ventaja de seis puntos por encima de Scioli, con un 53% de los votos. La distancia entre ambos candidatos se redujo lentamente en las horas siguientes, con Macri obteniendo un 51.34% de los votos frente al 48.66% de Scioli, un margen un poco más estrecho al pronosticado por las encuestas. La victoria de Cambiemos puso fin a doce años de gobierno kirchnerista.
| Fórmula               | Fórmula               | Partido o alianza     | Partido o alianza       | Votos      | %     |
| Presidente            | Vicepresidente        | Partido o alianza     | Partido o alianza       | Votos      | %     |
| --------------------- | --------------------- | --------------------- | ----------------------- | ---------- | ----- |
| Mauricio Macri        | Gabriela Michetti     |                       | Cambiemos               | 12.988.349 | 51,34 |
| Daniel Scioli         | Carlos Zannini        |                       | Frente para la Victoria | 12.309.575 | 48,66 |
| Votos positivos       | Votos positivos       | Votos positivos       | Votos positivos         | 25.297.924 | 97,54 |
| Votos en blanco       | Votos en blanco       | Votos en blanco       | Votos en blanco         | 306.471    | 1,18  |
| Votos anulados        | Votos anulados        | Votos anulados        | Votos anulados          | 330.848    | 1,28  |
| Participación         | Participación         | Participación         | Participación           | 25.935.243 | 80,77 |
| Abstenciones          | Abstenciones          | Abstenciones          | Abstenciones            | 6.173.266  | 19,23 |
| Electores registrados | Electores registrados | Electores registrados | Electores registrados   | 32.108.509 | 100   |
| Fuente:               |                       |                       |                         |            |       |

### Resultados por distrito
Macri logró imponerse en ocho provincias y Capital Federal, contra quince en las que logró triunfar Scioli. Aunque Cambiemos ganó las elecciones provinciales de Buenos Aires, arrebatando al justicialismo la gobernación de la provincia más poblada después de casi tres décadas, Scioli repitió su victoria de la primera vuelta en dicha provincia, aunque por un margen sumamente estrecho, lo que convierte a Macri en el primer presidente desde la restauración de la democracia que gana las elecciones presidenciales sin triunfar en la provincia de Buenos Aires, y el segundo en total desde la instauración del sufragio secreto en el país. El único antecedente fue el de Hipólito Yrigoyen, en 1916.
La victoria de Macri en la provincia de Córdoba del 71,52% de los votos (representó una ventaja de más de 930.000 votos) se consideró el factor decisivo en su triunfo sobre Scioli al no sacar ambos un resultado diferenciado en provincia de Buenos Aires. En tanto, el otro distrito que le permitió el triunfo al líder del PRO fue la Ciudad de Buenos Aires, que representaba el 7,16% del padrón electoral. En ese distrito Cambiemos duplicó en el territorio porteño la cantidad de sufragios de Scioli, y Macri consiguió una ventaja de más de medio millón de votos. [cita requerida]De este modo, Macri se impuso en el distrito donde nació su partido con el 64,8% contra 35,2%. Por otro lado, se trató de la primera instancia en la que un candidato ajeno al Partido Justicialista (desde su irrupción en 1946) obtuvo más de dos tercios de los votos en cualquiera de los veinticuatro distritos electorales. [cita requerida]El incremento con respecto a la primera vuelta del PRO en Córdoba y a la derrota de la Unión Cívica Radical en los comicios gubernativos. La disputa entre el peronismo gobernante de la provincia (encabezado por José Manuel de la Sota y Juan Schiaretti, opositores al kirchnerismo) y el gobierno Frente para la Victoria, se consideró un factor importante en el resultado de la provincia. Algunos analistas opinaron que el denunciado «destrato» por parte del gobierno nacional condujo al electorado cordobés a votar masivamente a Macri a modo de protesta.

Resultados por departamento:
Scioli/Zannini (56,25%)
Macri/Michetti (43,56%)
No votó (0,19%)

| Provincias ganadas por Cambiemos (9)                |
| Provincias ganadas por Frente para la Victoria (15) |

| Provincia           | Macri/Michetti (Cambiemos) | Macri/Michetti (Cambiemos) | Scioli/Zannini (FPV) | Scioli/Zannini (FPV) | Diferencia | Diferencia | Blancos/Nulos | Blancos/Nulos | Participación | Participación |
| Provincia           | Votos                      | %                          | Votos                | %                    | Votos      | %          | Votos         | %             | Votos         | %             |
| ------------------- | -------------------------- | -------------------------- | -------------------- | -------------------- | ---------- | ---------- | ------------- | ------------- | ------------- | ------------- |
| Buenos Aires        | 4.762.935                  | 48,85                      | 4.822.082            | 51,15                | -59.147    | -0,70      | 244.863       | 2,50          | 9.789.880     | 82,25         |
| Capital Federal     | 1.358.151                  | 64,80                      | 583.545              | 35,20                | 574.606    | 35,59      | 76.971        | 3,81          | 2.018.667     | 79,08         |
| Catamarca           | 102.440                    | 46,86                      | 116.158              | 53,14                | -13.718    | -6,28      | 3.627         | 1,63          | 222.225       | 75,55         |
| Chaco               | 278.001                    | 40,81                      | 403.280              | 59,19                | -125.279   | -18,39     | 9.316         | 1,35          | 690.597       | 79,87         |
| Chubut              | 130.163                    | 41,15                      | 186.155              | 58,85                | -55.992    | -17,70     | 10.103        | 3,10          | 326.421       | 78,33         |
| Córdoba             | 1.546.831                  | 71,52                      | 616.002              | 28,48                | 930.829    | 43,04      | 56.010        | 2,52          | 2.218.843     | 79,48         |
| Corrientes          | 286.345                    | 44,64                      | 355.119              | 55,36                | -68.774    | -10,72     | 9.566         | 1,47          | 651.030       | 80,30         |
| Entre Ríos          | 453.149                    | 53,86                      | 388.219              | 46,14                | 64.930     | 7,72       | 17.058        | 1,99          | 858.426       | 83,26         |
| Formosa             | 116.725                    | 36,08                      | 206.762              | 63,92                | -90.037    | -27,83     | 3.596         | 1,10          | 327.083       | 77,56         |
| Jujuy               | 214.429                    | 52,89                      | 190.959              | 47,11                | 23.470     | 5,79       | 6.835         | 1,66          | 412.223       | 80,87         |
| La Pampa            | 108.543                    | 51,03                      | 104.169              | 48,97                | 4.374      | 2,06       | 5.132         | 2,36          | 217.844       | 79,43         |
| La Rioja            | 114.963                    | 56,50                      | 88.502               | 43,50                | 26.461     | 13,01      | 4.098         | 1,97          | 207.563       | 77,15         |
| Mendoza             | 625.983                    | 57,53                      | 462.186              | 42,47                | 163.797    | 15,05      | 30.892        | 2,76          | 1.119.061     | 82,04         |
| Misiones            | 280.762                    | 41,93                      | 388.910              | 58,07                | -108.148   | -16,15     | 9.489         | 1,40          | 679.161       | 79,92         |
| Neuquén             | 177.935                    | 47,15                      | 199.425              | 52,85                | -21.490    | -5,69      | 14.395        | 3,67          | 391.755       | 83,27         |
| Río Negro           | 148.087                    | 37,14                      | 250.621              | 62,86                | -102.534   | -25,72     | 12.125        | 2,95          | 410.833       | 80,15         |
| Salta               | 323.818                    | 44,77                      | 399.518              | 55,23                | -75.700    | -10,47     | 13.517        | 1,83          | 736.853       | 77,01         |
| San Juan            | 175.377                    | 40,20                      | 260.937              | 59,80                | -85.560    | -19,61     | 8.540         | 1,92          | 444.854       | 82,90         |
| San Luis            | 178.156                    | 64,13                      | 99.667               | 35,87                | 78.489     | 28,25      | 7.959         | 2,78          | 285.782       | 79,99         |
| Santa Cruz          | 72.876                     | 41,67                      | 102.003              | 58,33                | -29.127    | -16,66     | 4.114         | 2,30          | 178.993       | 75,36         |
| Santa Fe            | 1.141.121                  | 55,72                      | 906.826              | 44,28                | 234.295    | 11,44      | 64.645        | 3,06          | 2.112.592     | 78,62         |
| Santiago del Estero | 154.955                    | 27,91                      | 400.331              | 72,09                | -245.376   | -44,19     | 6.788         | 1,21          | 562.074       | 80,37         |
| Tierra del Fuego    | 38.407                     | 41,34                      | 54.503               | 58,66                | -16.096    | -17,32     | 2.798         | 2,92          | 95.708        | 75,33         |
| Tucumán             | 398.197                    | 41,40                      | 563.696              | 58,60                | -165.499   | -17,21     | 14.882        | 1,52          | 976.775       | 83,40         |
| Total               | 12.988.349                 | 51,34                      | 12.309.575           | 48,66                | 678.774    | 2,68       | 637.319       | 2,46          | 25.935.243    | 80,77         |

## Reacciones internacionales

### América
- Brasil - A pesar de que el gobernante Partido de los Trabajadores mantenía una estrecha relación con el gobierno kirchnerista y apoyó a Scioli durante la campaña, la presidenta Dilma Rousseff felicitó a Macri y lo invitó a realizar una visita de estado. Ambos afirmaron que debían aumentar la relación entre ambos países, y fortalecer el bloque del Mercosur.[48]
- Chile - La presidenta chilena Michelle Bachelet lo felicito por teléfono y destacó importancia para ambos países de mantener el espíritu de cooperación, integración y desarrollo que caracteriza su historia común y la importancia de continuar trabajando para América Latina.[49]
- Colombia - El presidente colombiano, Juan Manuel Santos, expresó "felicitaciones a Mauricio Macri por su victoria en las elecciones presidenciales en Argentina, éxitos en su gestión y apoyo total".[50]
- Ecuador - El presidente ecuatoriano Rafael Correa felicitó a Macri por su victoria y le deseó "la mejor de las suertes". Al comentar sobre las presidencias de los Kirchner, declaró que "hace doce años la Argentina renació como un ave fénix, después de que el neoliberalismo la dejara en cenizas", mientras felicitaba a la presidenta saliente Cristina Fernández de Kirchner.[51]
- México - El presidente mexicano Enrique Peña Nieto declaró que "México trabajará con el gobierno de Mauricio Macri para fortalecer las relaciones bilaterales y el bienestar de América Latina".[52]
- Perú - El presidente peruano, Ollanta Humala, también llamo a profundizar las relaciones entre ambos países.[53]
- Estados Unidos - El secretario de Estado de los Estados Unidos, John Kerry, felicitó al país por sus "elecciones exitosas", y añadió que "espera trabajar en estrecha colaboración" con Macri y su gobierno.[54] Mientras tanto, el embajador de los Estados Unidos en Argentina, Noah Mamet, le envió sus buenos deseos a Macri.[52] Miembros de la Cámara de Representantes de Estados Unidos enviaron una carta al Presidente Barack Obama para que priorizara las relaciones con Argentina a lo largo del año 2016, afirmando que ambos países debían ser "socios por naturaleza, ambos tienen poblaciones altamente educadas, economías diversificadas y vastos recursos naturales" y calificando que una alianza entre Argentina y Estados Unidos sería fructífera para los dos. Entre otras cuestiones clave.[55] Obama más tarde felicitó a Macri personalmente, mientras que una declaración oficial de la Casa Blanca confirmó que el presidente tiene la intención de fortalecer los lazos.[56]
- Uruguay - El recientemente electo presidente uruguayo Tabaré Vázquez felicitó a Mauricio Macri por teléfono y pidió que transmitiese las felicitaciones al pueblo argentino por la madurez cívica demostrada durante la elección.[57]
- Venezuela - El gobierno de Venezuela, encabezado por Nicolás Maduro, reaccionó en modo abiertamente hostil a la victoria de Macri, que había prometido en materia de política exterior durante su campaña tomar acciones en contra del gobierno venezolano por su actitud «antidemocrática».[58] Maduro acusó a Macri de conspirar en su contra y apoyar a grupos extremistas de derecha, así como de intentar influir en las elecciones parlamentarias venezolanas de diciembre, y minimizó el triunfo de Cambiemos como una victoria «por un micromilímetro (sic)».[58] El Presidente de la Asamblea Nacional de Venezuela, Diosdado Cabello, llamó a Macri "fascista" y le pidió que se mantuviera alejado de los asuntos de los venezolanos.[59] La oposición venezolana felicito a Macri.[60]

### Asia
- China - "China felicita al Sr. Macri por ser elegido como nuevo presidente argentino y desea al pueblo argentino nuevos logros en su desarrollo nacional", dijo el portavoz del Ministerio de Relaciones Exteriores de la República Popular China, Hong Lei, en una conferencia de prensa.[61]
- Israel - El primer ministro Benjamín Netanyahu afirmó que espera que los lazos entre dos países se fortalezcan, e invitó a Mauricio Macri a visitar Israel.[62]

### Europa
- Francia - El presidente francés François Hollande envió un telegrama a Macri y expresó: "Tendremos la oportunidad en ese momento de profundizar nuestro diálogo y nuestra relación bilateral que es una de las más conocidas del continente latinoamericano". Hollande también confirmó una visita de Estado a la Argentina en febrero de 2016.[63]
- Alemania - La canciller alemana Angela Merkel también felicitó a Macri y le pidió que hiciera una visita de Estado. Agregó que los dos países "siempre han estado profundamente ligados", particularmente en el área de la ciencia que ella consideró "uno de los pilares" de las relaciones de los dos países. Merkel también señaló que estaría "agradecida" si ambos países pudieran fortalecer la cooperación "en todas las áreas".[64]
- Italia - El primer ministro italiano Matteo Renzi llamó a Macri y expreso "abrir una nueva página de colaboración entre los dos países". También destacó los lazos históricos y culturales entre los dos países, afirmando que "es el país con mayor presencia de ciudadanos italianos en el mundo", que suma unos 900.000.[65]
- Rusia - En un telegrama dirigido a Macri, el presidente ruso, Vladímir Putin, expresó su esperanza de que los dos países continúen incrementando la "cooperación bilateral en diversas áreas y la coordinación de esfuerzos para resolver los sucesos actuales dentro de la agenda internacional", agregando que "Los testimonios de los pueblos de Rusia y Argentina contribuyen a garantizar la estabilidad y la seguridad de América Latina y el mundo", recordando a Macri que los países habían celebrado recientemente 130 años de relaciones diplomáticas. Putin también hizo referencia a los actuales proyectos de extracción de energía nuclear e hidrocarburos entre los países.[66]
- España - El Presidente del Gobierno de España, Mariano Rajoy, que mantiene una estrecha relación con Macri, lo felicitó y lo invitó a realizar una visita de estado "lo antes posible", afirmando que confía en que el nuevo gobierno "liderará esta nueva etapa con éxito", y le ofreció "el apoyo necesario para consolidar los lazos históricos de amistad, fraternidad y cooperación".[67]
- Reino Unido - El primer ministro británico, David Cameron, llamó a Macri para felicitarlo y ofrecer su apoyo a su presidencia. Un portavoz de Downing Street declaró que "ambos líderes esperan reunirse en un futuro próximo", enfatizando las relaciones comerciales y las inversiones, al mismo tiempo que prioriza el establecimiento de un acuerdo de libre comercio entre el Mercosur y la Unión Europea "tan pronto como sea posible".[68]

Al menos 50 empresas de entre las 300 que hicieron aportes, son contratistas del Estado en la Ciudad de Buenos Aires, como Murata SA y Briefing Security-Impes UTE que se dedican a la seguridad privada y custodia de edificios públicos porteños durante el mandato de Macri. Estas empresas son las que tercerizan la seguridad en el subterráneo aportaron para campaña del PRO, tras ello fueron favorecidas con contratos por alrededor de 4 mil millones de pesos, tal como lo denunció el legislador porteño Patricio del Corro.
 Al mes de haber lanzado la iniciativa, el PRO contaba con cien mil pesos donados por personas anónimas.

## Investigaciones
En 2017 se reveló que la constructora brasileña Odebrecht (envuelta en uno de los casos de corrupción más grandes de América Latina), aportó dinero a las campañas de Mauricio Macri, Daniel Scioli, Sergio Massa y Margarita Stolbizer.